# Thladiantha dubia

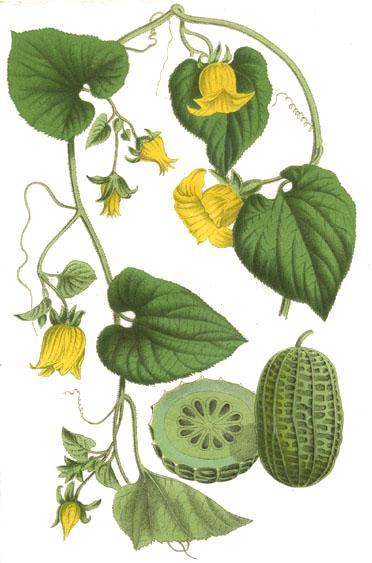
Illustration

Thladiantha dubia oder die Knollengurke, Quetschgurke, auch Manchu, ist eine Pflanzenart in der Familie der Kürbisgewächse aus dem zentralen China bis in die Mongolei, in die Mandschurei und nach Korea sowie Sachalin und ins angrenzende Ostrussland.

## Beschreibung

### Vegetative Merkmale
Thladiantha dubia wächst als ausdauernde und krautige, schnellwüchsige sowie frostharte Kletterpflanze die kleine Wurzelknollen mit Ausläufern ausbildet. Sie wächst etwa bis 2 Meter hoch und bis 6 Meter weit. Die schlanken, kantigen Sprossachsen sind weich und mehr oder weniger lang behaart. Es werden einfache und schlanke, behaarte Ranken gebildet.
Die einfachen Laubblätter sind wechselständig und gestielt. Der behaarte und dicke Blattstiel ist bis 4–6 Zentimeter lang. Die breit-eiförmigen, weichen, papierigen Blätter sind bis 8–15 Zentimeter lang und bis 9 Zentimeter breit. Sie sind tief herz- oder pfeilförmig und meist spitz oder bespitzt sowie am Rand meist mehr oder weniger feingezähnt bis -gesägt oder seltener ganz bis schwach buchtig. Die Blattspreite ist beidseitig kurz borstig und hackig-behaart sowie schuppig. Die Blätter sind wie Klettverschlüsse anhaftend. Die oberseits eingeprägte Nervatur ist entlang einer basalen, dem herzförmigen Spreitengrund folgenden Ader, radial gefiedert. Die Nebenblätter fehlen.

### Generative Merkmale
Thladiantha dubia ist zweihäusig diözisch und metagyn; also die männlichen Pflanzen blühen zuerst, die Blüten erscheinen jeweils achselständig. Die weiblichen Blüten erscheinen einzeln, die männlichen einzeln oder zu mehreren in kurzen, traubigen und dichten Blütenständen jeweils mit Deckblättern. Die gelben, glockenförmigen und gestielten, fünfzähligen, funktionell eingeschlechtlichen Blüten besitzen eine doppelte Blütenhülle. Der weich behaarte Blütenstiel ist bis 3,5 Zentimeter lang. Der kurz becherförmig verwachsene Kelch mit ausladenden, längeren und schmal-länglichen, bis 1,3 Zentimeter langen Lappen ist behaart. Die dachigen und längsgeaderten Kronblätter sind fein drüsenhaarig mit ausgebogenen, dreieckigen Zipfeln. In den männlichen Blüten, mit waagrechter Schuppe am Grund; über dem reduzierten Pistillode, sind kurze Staubblätter vorhanden, 4 sind paarig verwachsen und eines ist frei. Die weiblichen Blüten besitzen 5 kurze Staminodien sowie einen unterständigen Fruchtknoten im weich, langhaarigen Blütenbecher. Der dreiästige Griffel ist kurz mit zweilappigen, nierenförmigen Narben.
Es werden bis 4–5 Zentimeter lange, verstreut lang- und weichhaarige, rote, vielsamige, eiförmige bis ellipsoide, schwach längsfurchigen Früchte, Beeren (Scheinfrucht) gebildet. Die vielen (bis 100) dunkelbraunen, bis 4–5 Millimeter langen, sehr fein texturierten Samen, im orangen Fruchtfleisch, sind abgeflacht und eiförmig.

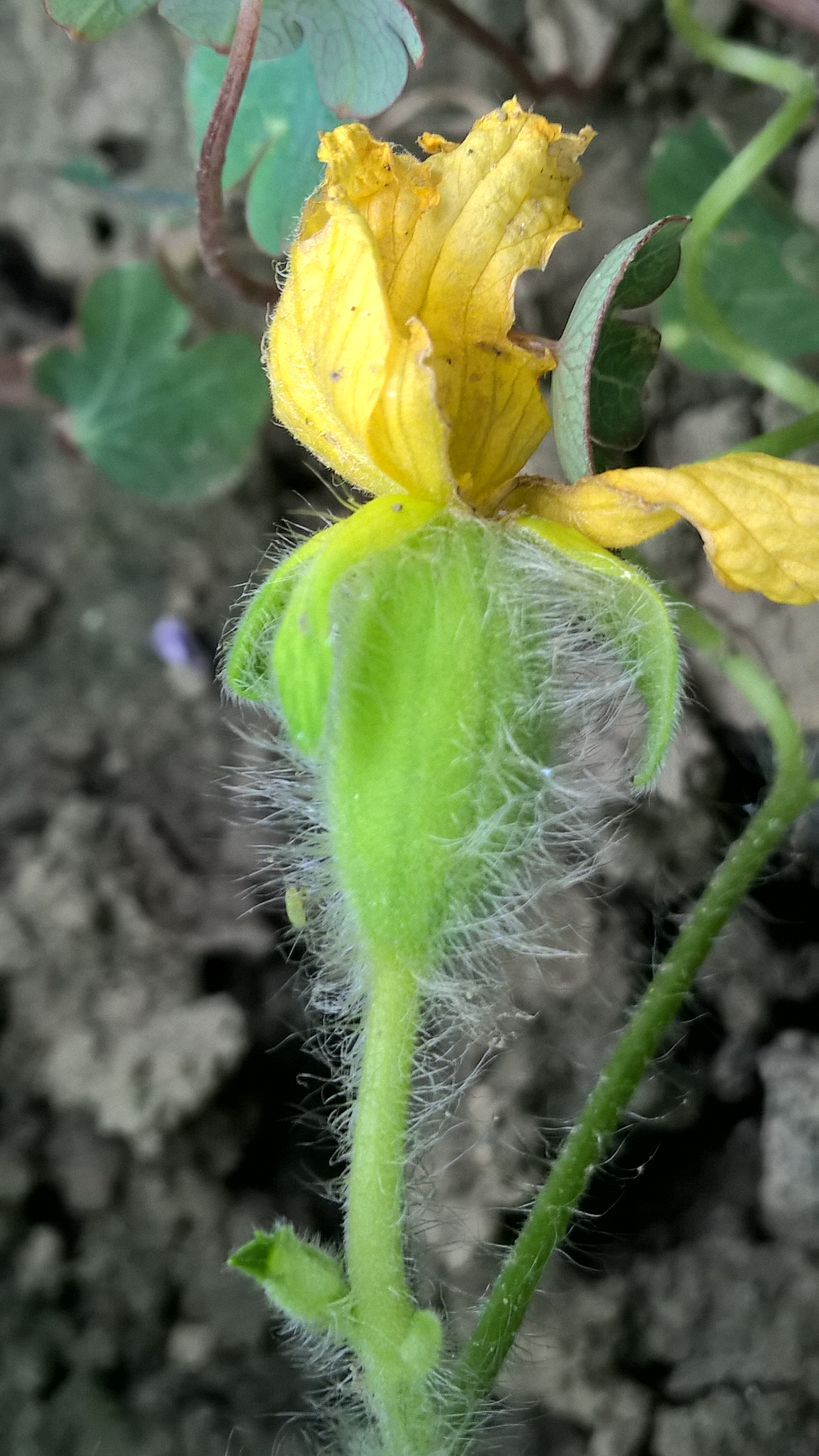
Weibliche Blüte
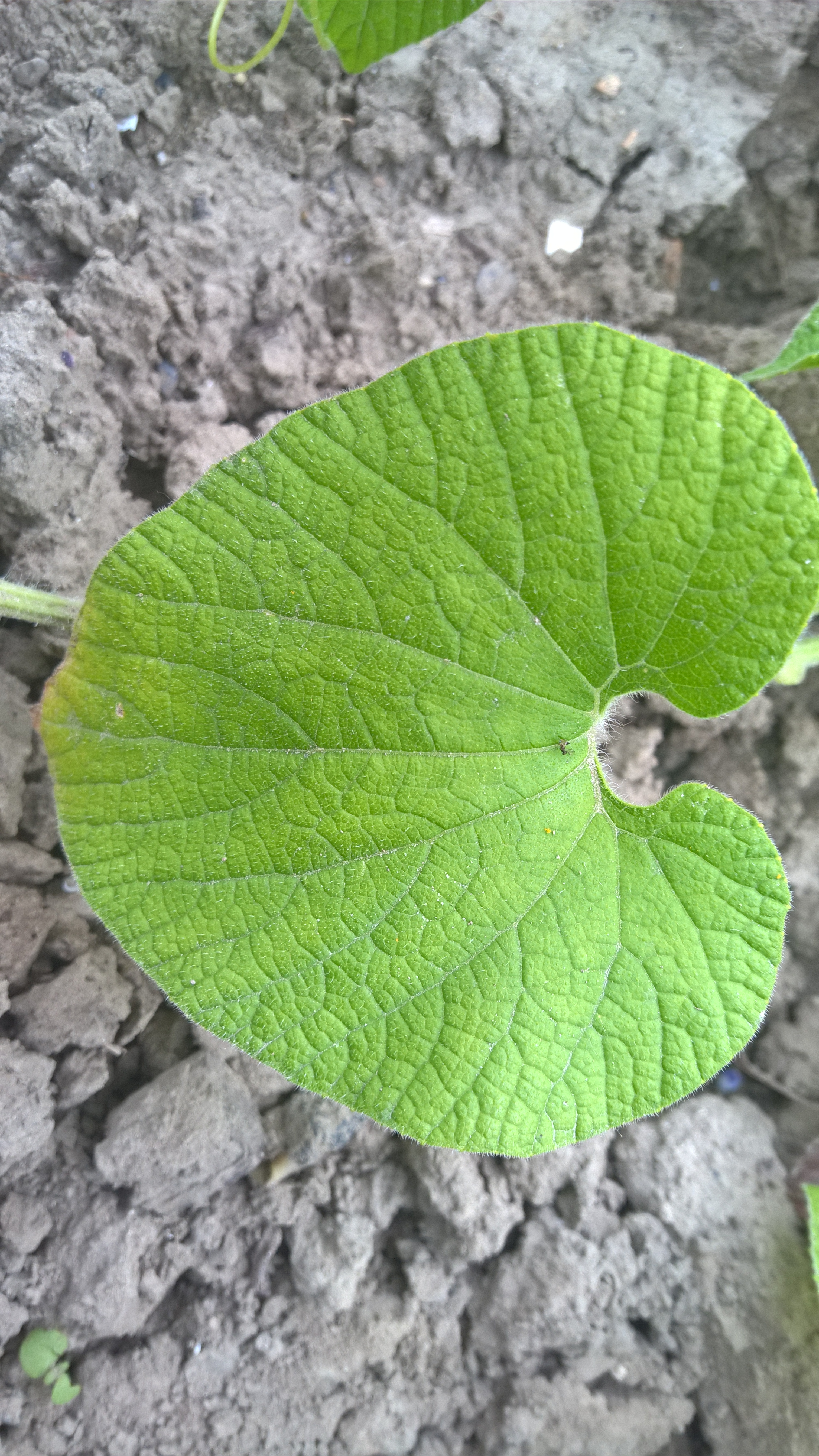
Blatt, man sieht in der Nahaufnahme die bogige Basalader der Nervatur
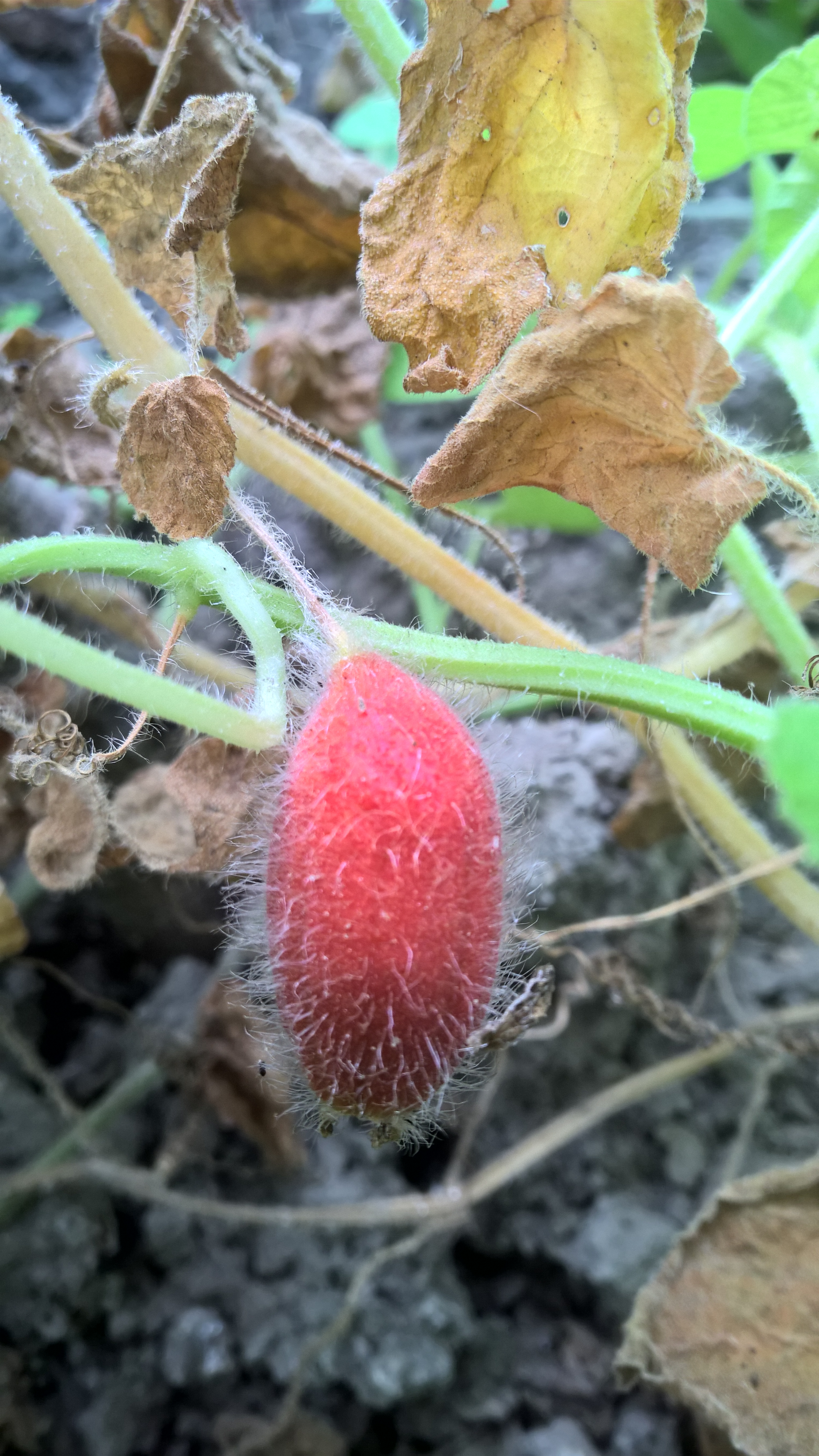
Frucht
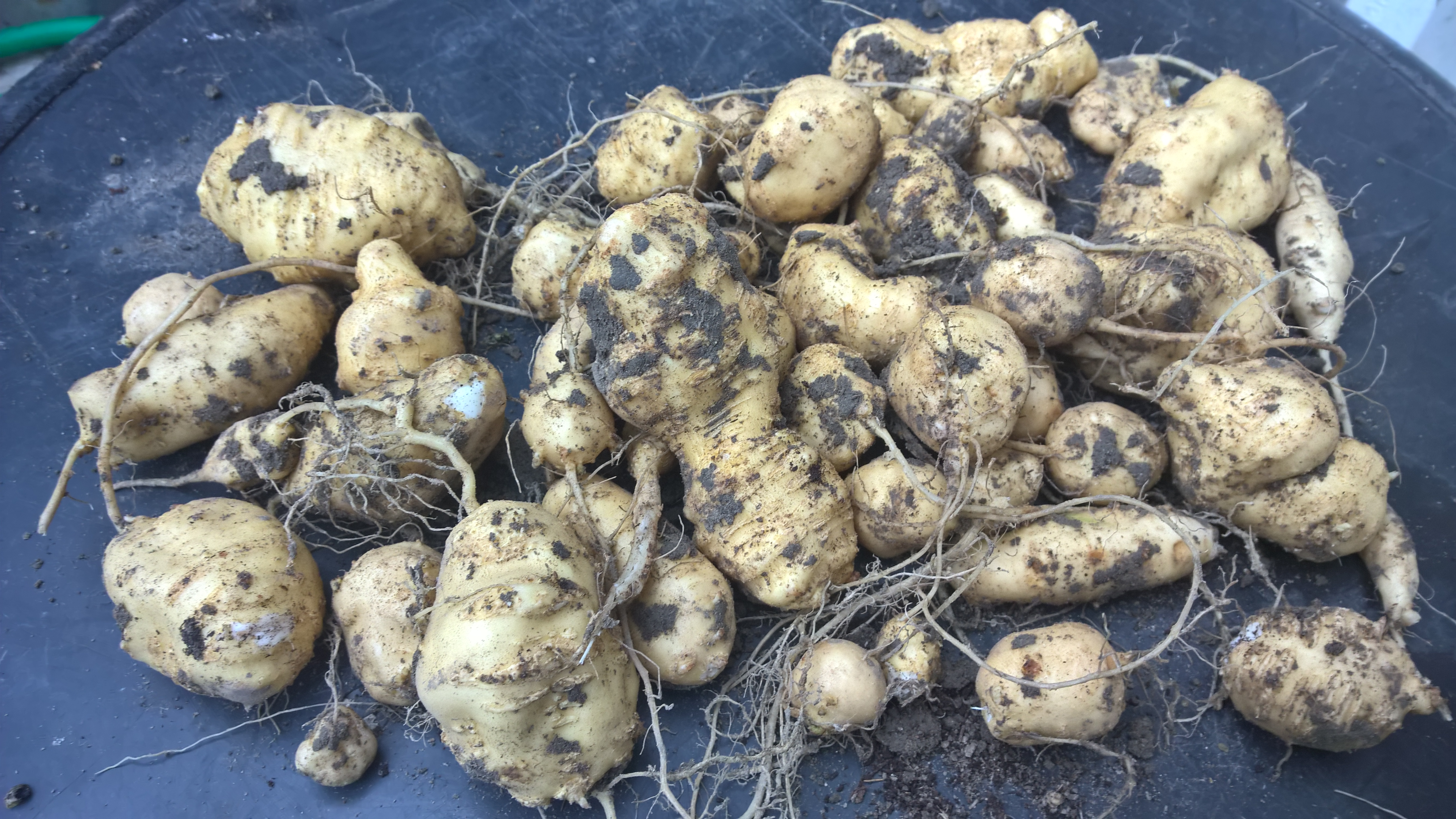
Wurzelknollen

## Verwendung
Die Knollen und die Früchte sind essbar.